# Рош, Морис, 4-й барон Фермой
Эдмунд Морис Берк Рош, 4-й барон Фермой (англ. Edmund Maurice Burke Roche, 4th Baron Fermoy; 15 мая 1885 — 8 июля 1955) — британский политик и аристократ, обладатель титула пэра Ирландии. Дед принцессы Дианы.

## Биография
Родился 15 мая 1885 года в Челси, в семье Джеймса Роша, 3-го барона Фермой и американки Фрэнсис Эллен Уорк. Его родители разошлись в 1886 году и Джеймс Рош согласился передать детей под опеку отцу своей жены Фрэнку Уорку, в обмен на то, что Уорк выплатит долги Роша.
В качестве условий вступления в наследство, Уорк указал, что Морис и его брат Фрэнсис должны принять фамилию Уорк вместо Рош, а также не путешествовать в Европу и не заключать браки с европейцами, однако Морис проигнорировал эти указы и вернулся в Англию, где в 1920 году унаследовал титул своего отца.
На выборах 1924 года он одержал победу в округе Кингс Линн, став членом Британского парламента, и занимал эту должность до 1935 года. С 1931 года был также мэром Кингс Линн.
В начале Второй Мировой войны в 1939 году он присоединился к Королевским ВВС Великобритании, но в 1943 году был переизбран в Парламент после смерти действующего депутата Сомерсета Максвелла.

## Личная жизнь
17 сентября 1931 года Морис женился на Рут Гилл, дочери полковника Уильяма Гилла. У них родились две дочери и сын:
- Мэри Синтия Рош (род. 1934), трижды была замужем.
- Фрэнсис Кидд (1936—2004) — в первом браке с Джоном Спенсером стала матерью пятерых детей, включая принцессу Диану, супругу будущего короля Великобритании Карла III. Внук Фрэнсис принц Уильям — действующий наследник британского престола.
- Эдмунд Рош, 5-й барон Фермой (1939—1984) — унаследовал титул своего отца.